# Francesco Maria Sforza
Francesco Maria Sforza, detto il Duchetto (Pavia, 30 gennaio 1491 – Angoulême, 1512), era l'unico figlio maschio del duca di Milano Gian Galeazzo Maria Sforza e della principessa Isabella d'Aragona. Suoi nonni paterni erano il duca di Milano Galeazzo Maria Sforza e Bona di Savoia. Suoi nonni materni il re Alfonso II di Napoli e Ippolita Maria Sforza.

## Biografia
Nacque il 30 gennaio 1491 e fu tenuto a battesimo da Galeazzo Sanseverino.
Duca di Milano era formalmente suo padre Gian Galeazzo, ma di fatto governava da anni come tutore il prozio Ludovico il Moro, figlio del primo duca della dinastia Sforza Francesco.
Nel 1493 l'imperatore Massimiliano I d'Asburgo strinse un patto segreto con Ludovico: il primo lo avrebbe investito formalmente duca di Milano, il secondo si sarebbe impegnato a offrire la sua alleanza contro i francesi. Il patto fu suggellato col matrimonio tra lo stesso imperatore e Bianca Maria Sforza, figlia del defunto duca Galeazzo Maria Sforza, fratello di Ludovico. 
L'investitura avvenne il 5 settembre 1494 e per legittimarla, il nuovo duca trovò una sottigliezza giuridica: quando Ludovico nacque, suo padre Francesco era già duca di Milano, diversamente da quando nacque suo fratello maggiore Galeazzo.
Soprattutto giova ricordare che fino ad allora gli Sforza avevano usurpato il titolo ducale , come già aveva lamentato l'imperatore Federico  III nel 1450 e nel 1452 (solo gli Imperatori potevano validamente concedere il titolo come sovrani di Italia ).
Quando il 20 ottobre 1494, morì il duca in carica, Gian Galeazzo, il consiglio ducale preferì come successore Ludovico piuttosto che il piccolo Francesco, data la minaccia di Carlo VIII di Francia, che aveva un mese prima iniziato la sua discesa in Italia.
Alla vedova Isabella d'Aragona, assieme ai figli, venne concesso di rimanere ad abitare nell'appartamento ducale con tutti gli onori del suo rango.

## Il dominio francese
Morto Carlo VIII, gli successe Luigi XII di Francia che, in quanto discendente di Valentina Visconti, ritenne sua eredità il ducato di Milano. Ludovico fuggì a Bressanone, lasciando a Milano un governo provvisorio. Quando Luigi XII entrò nella città, Isabella sperò infatti che il re potesse dare al figlio Francesco il titolo che gli competeva ma il re ebbe altri progetti: con la scusa di volergli impartire un'educazione consona al suo rango, portò Francesco in Francia, dove lo rinchiuse in un'abbazia..
Francesco non tornò mai più a Milano e morì nel 1512 in seguito ad una caduta da cavallo.

## Ascendenza
|                            |                        |                         | Genitori                  |  |  | Nonni |  |  | Bisnonni         |  |  | Trisnonni              |  |
|                            |                        |                         |                           |  |  |       |  |  | Francesco Sforza |  |  | Muzio Attendolo Sforza |  |
|                            |                        |                         |                           |  |  |       |  |  | Francesco Sforza |  |  | Muzio Attendolo Sforza |  |
|                            |                        | Lucia Terzani           |                           |  |  |       |  |  | Francesco Sforza |  |  |                        |  |
| Galeazzo Maria Sforza      |                        |                         |                           |  |  |       |  |  | Francesco Sforza |  |  |                        |  |
|                            |                        | Bianca Maria Visconti   | Filippo Maria Visconti    |  |  |       |  |  |                  |  |  |                        |  |
|                            |                        | Bianca Maria Visconti   | Filippo Maria Visconti    |  |  |       |  |  |                  |  |  |                        |  |
|                            |                        | Bianca Maria Visconti   | Agnese del Maino          |  |  |       |  |  |                  |  |  |                        |  |
| Gian Galeazzo Maria Sforza |                        | Bianca Maria Visconti   |                           |  |  |       |  |  |                  |  |  |                        |  |
|                            |                        | Ludovico di Savoia      | Antipapa Felice V         |  |  |       |  |  |                  |  |  |                        |  |
|                            |                        | Ludovico di Savoia      | Antipapa Felice V         |  |  |       |  |  |                  |  |  |                        |  |
|                            |                        | Ludovico di Savoia      | Maria di Borgogna         |  |  |       |  |  |                  |  |  |                        |  |
| Bona di Savoia             |                        | Ludovico di Savoia      |                           |  |  |       |  |  |                  |  |  |                        |  |
|                            |                        | Anna di Cipro           | Giano di Lusignano        |  |  |       |  |  |                  |  |  |                        |  |
|                            |                        | Anna di Cipro           | Giano di Lusignano        |  |  |       |  |  |                  |  |  |                        |  |
|                            |                        | Anna di Cipro           | Carlotta di Borbone       |  |  |       |  |  |                  |  |  |                        |  |
| Francesco Maria Sforza     |                        | Anna di Cipro           |                           |  |  |       |  |  |                  |  |  |                        |  |
|                            | Ferdinando I d'Aragona | Alfonso V d'Aragona     |                           |  |  |       |  |  |                  |  |  |                        |  |
|                            | Ferdinando I d'Aragona | Alfonso V d'Aragona     |                           |  |  |       |  |  |                  |  |  |                        |  |
|                            | Ferdinando I d'Aragona | Gueraldona Carlino      |                           |  |  |       |  |  |                  |  |  |                        |  |
| Alfonso II d'Aragona       | Ferdinando I d'Aragona |                         |                           |  |  |       |  |  |                  |  |  |                        |  |
|                            |                        | Isabella di Chiaromonte | Tristano di Chiaromonte   |  |  |       |  |  |                  |  |  |                        |  |
|                            |                        | Isabella di Chiaromonte | Tristano di Chiaromonte   |  |  |       |  |  |                  |  |  |                        |  |
|                            |                        | Isabella di Chiaromonte | Caterina Orsini del Balzo |  |  |       |  |  |                  |  |  |                        |  |
| Isabella d'Aragona         |                        | Isabella di Chiaromonte |                           |  |  |       |  |  |                  |  |  |                        |  |
|                            |                        | Francesco Sforza        | Muzio Attendolo Sforza    |  |  |       |  |  |                  |  |  |                        |  |
|                            |                        | Francesco Sforza        | Muzio Attendolo Sforza    |  |  |       |  |  |                  |  |  |                        |  |
|                            |                        | Francesco Sforza        | Lucia Terzani             |  |  |       |  |  |                  |  |  |                        |  |
| Ippolita Maria Sforza      |                        | Francesco Sforza        |                           |  |  |       |  |  |                  |  |  |                        |  |
|                            |                        | Bianca Maria Visconti   | Filippo Maria Visconti    |  |  |       |  |  |                  |  |  |                        |  |
|                            |                        | Bianca Maria Visconti   | Filippo Maria Visconti    |  |  |       |  |  |                  |  |  |                        |  |
|                            |                        | Bianca Maria Visconti   | Agnese del Maino          |  |  |       |  |  |                  |  |  |                        |  |
|                            |                        | Bianca Maria Visconti   |                           |  |  |       |  |  |                  |  |  |                        |  |